# Lowcountry
Lowcountry é uma região costeira da Carolina do Sul e da Georgia com uma paisagem dominante de sapais (terras inundadas por água do mar) e uma culinária própria.
A cozinha “lowcountry” é uma culinária sulista, baseada em arroz e papas de milho, localmente chamadas “grits”, com peixe e mariscos. Tal como na Louisiana, o arroz é uma importante produção local, introduzida na região no século XVII.

## Pratos “lowcountry”
- "Frogmore Stew" – também chamado Beaufort Stew (ambos nomes de localidades da região), ou ainda “Lowcountry Boil”, é um cozido de camarão, maçarocas de milho e salsicha picante, semelhante ao “crawfish boil” da Louisiana;[2]
- "She-crab Soup" – é uma sopa composta por um molho branco, que pode ser feito com o aipo salteado na manteiga, ou colocado mais tarde, junto com cebola, pimenta-de-caiena, leite ou nata (opcionalmente caldo de galinha), xerez, a carne desfiada de caranguejo e as ovas ou gemas de ovos cozidos. Pode ser servida com salsa picada ou com páprica;[3]
- "Hoppin’ john" – é um prato típico do Dia de Ano Novo em todo o sul dos Estados Unidos, mas consumido em qualquer altura no “Lowcountry”; consiste num guisado de feijão-frade com carne de porco fumada, acompanhado dum cozido de couve verde ou outra verdura, também temperado com o mesmo tipo de carne, e arroz cozido;
- "Shrimp and Grits" – papas de milho bem cremosas, cozinhadas com caldo de galinha e nata, servidas com camarão salteado com aipo, pimento-verde, chalotas, tomilho, tomate e mosto de uva ou vinho;[4]
- “Oyster Roast” – outro evento social em que as ostras são assadas numa churrasqueira, por vezes improvisada no chão, cobertas com um oleado e servidas da mesma forma que o “Lowcountry Boil”.[5]
- "Huguenot Torte" – um bolo introduzido pelos huguenotes no século XVII, muitas vezes preparado com maçã e nozes e acompanhado com um copo de bourbon;[6]